# Sam Fender

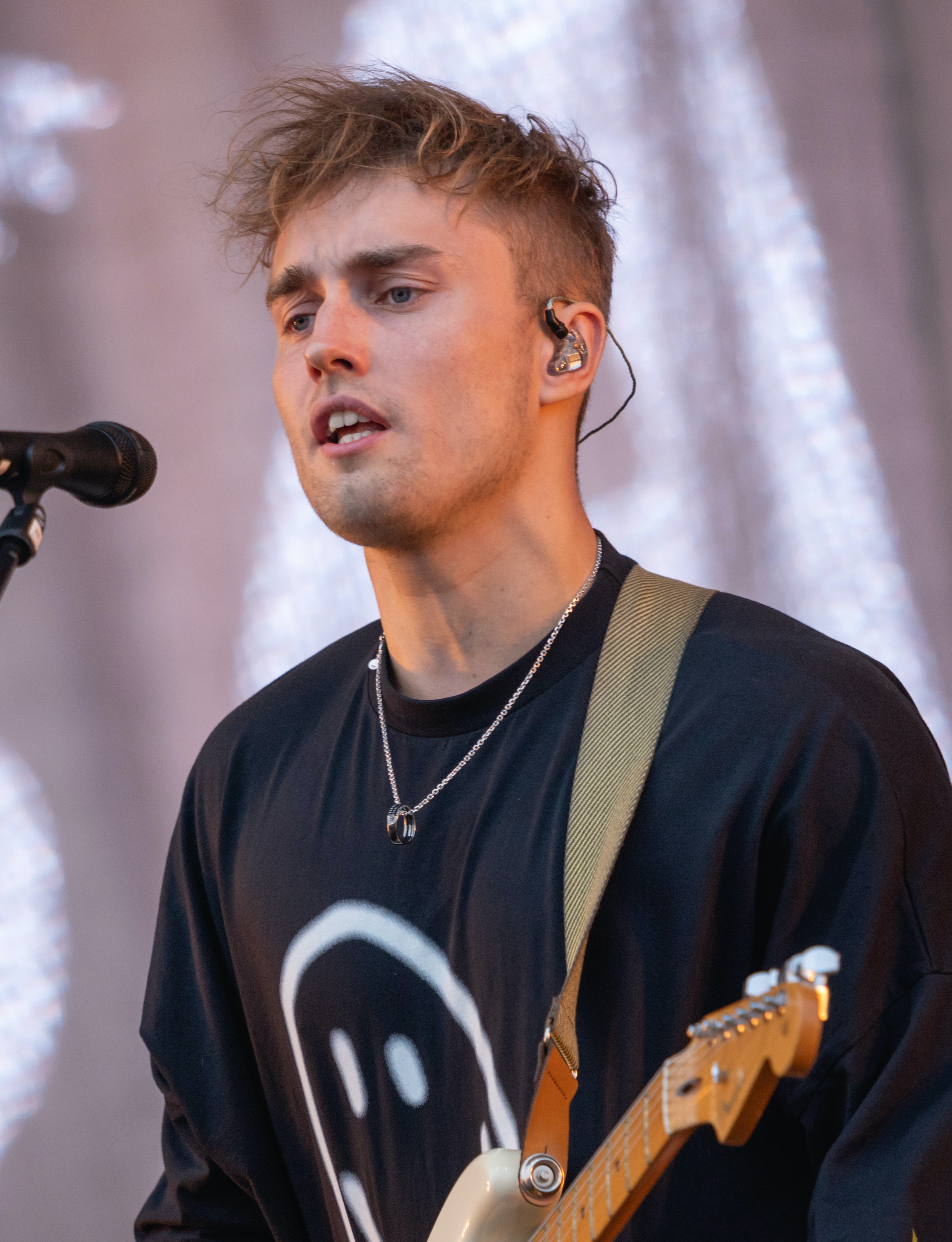
Sam Fender (2021)

Samuel Thomas Fender (* 25. April 1994 in North Shields, England, Vereinigtes Königreich) ist ein englischer Singer-Songwriter im Bereich Indie-Rock.

## Biografie
Sam Fender wuchs in einer musikalischen Familie im nordenglischen North Shields bei Newcastle upon Tyne auf. Bei Auftritten in der Umgebung wurde er vom Manager von Ben Howard entdeckt, der ihm 2017 zu der ersten Single Play God verhalf. Nach zwei weiteren Singles im gleichen Jahr, Greasy Spoon und Millennial, wurde Fender von der BBC neben Sigrid, Khalid, Billie Eilish und anderen im Rahmen der Prognose Sound of 2018 nominiert.
2018 ging Fender im Vorprogramm von Hozier und Catfish and the Bottlemen auf Tour, und veröffentlichte auch vier Singles, von denen That Sound am erfolgreichsten war (Platz 3 in Belgien, Platz 81 auf der „Best of British 2019“-Liste des britischen Radiosenders Radio X).
Am 13. September 2019 veröffentlichte er sein Debütalbum Hypersonic Missiles.
Am 8. Oktober 2021 erschien sein zweites Studioalbum Seventeen Going Under. Das zunehmende Renommee des Indierockers führte zu einem einstündigen Musikerporträt in der Deutschlandfunk-Reihe Rock et cetera, das am 28. November 2021 ausgestrahlt wurde. Den in den englischen Musikmedien gebräuchlichen Namen Geordie Springsteen (Nordengländer auf den Spuren Bruce Springsteens) mag er nur teilweise, denn er hält den Vergleich für übertrieben und anmaßend. Er ist jedoch ein Bewunderer von Springsteen und teilt dessen erzählerischen Ansatz sowie dessen Ablehnung von zu viel Elektronik und Starproduzenten.
Am 21. Februar 2025 erschien Fenders drittes Album mit dem Titel People Watching. Die titelgebende Single wurde vorab am 15. November 2024 veröffentlicht.

## Diskografie

### Studioalben
| Jahr | Titel                 | Höchstplatzierung, Gesamtwochen, AuszeichnungChartplatzierungen (Jahr, Titel, Platzierungen, Wochen, Auszeichnungen, Anmerkungen) | Höchstplatzierung, Gesamtwochen, AuszeichnungChartplatzierungen (Jahr, Titel, Platzierungen, Wochen, Auszeichnungen, Anmerkungen) | Höchstplatzierung, Gesamtwochen, AuszeichnungChartplatzierungen (Jahr, Titel, Platzierungen, Wochen, Auszeichnungen, Anmerkungen) | Höchstplatzierung, Gesamtwochen, AuszeichnungChartplatzierungen (Jahr, Titel, Platzierungen, Wochen, Auszeichnungen, Anmerkungen) | Anmerkungen                              |
| Jahr | Titel                 | DE | AT | CH | UK | Anmerkungen                              |
| ---- | --------------------- | --- | --- | --- | --- | ---------------------------------------- |
| 2019 | Hypersonic Missiles   | DE19 (3 Wo.)DE | AT67 (1 Wo.)AT | CH19 (2 Wo.)CH | UK1 Platin · (133 Wo.)UK | Erstveröffentlichung: 13. September 2019 |
| 2021 | Seventeen Going Under | DE6 (3 Wo.)DE | AT56 (1 Wo.)AT | CH5 (2 Wo.)CH | UK1 Platin · (104 Wo.)UK | Erstveröffentlichung: 8. Oktober 2021    |
| 2025 | People Watching       | DE4 (2 Wo.)DE | AT9 (1 Wo.)AT | CH7 (3 Wo.)CH | UK1 Gold · (… Wo.)UK | Erstveröffentlichung: 21. Februar 2025   |

### Livealben
| Jahr | Titel                   | Höchstplatzierung, Gesamtwochen, AuszeichnungChartsChartplatzierungen (Jahr, Titel, Platzierungen, Wochen, Auszeichnungen, Anmerkungen) | Anmerkungen                            |
| Jahr | Titel                   | UK | Anmerkungen                            |
| ---- | ----------------------- | --- | -------------------------------------- |
| 2022 | Live from Finsbury Park | UK17 (1 Wo.)UK | Erstveröffentlichung: 9. Dezember 2022 |

### EPs
| Jahr | Titel          | Höchstplatzierung, Gesamtwochen, AuszeichnungChartsChartplatzierungen (Jahr, Titel, Platzierungen, Wochen, Auszeichnungen, Anmerkungen) | Anmerkungen                          |
| Jahr | Titel          | UK | Anmerkungen                          |
| ---- | -------------- | --- | ------------------------------------ |
| 2025 | Me and the Dog | UK14 (… Wo.)UK | Erstveröffentlichung: 12. April 2025 |

Weitere EPs
- 2018: Dead Boys (UK: Gold)

### Singles
| Jahr | Titel Album                                         | Höchstplatzierung, Gesamtwochen, AuszeichnungChartsChartplatzierungen (Jahr, Titel, Album, Platzierungen, Wochen, Auszeichnungen, Anmerkungen) | Anmerkungen                                                       |
| Jahr | Titel Album                                         | UK | Anmerkungen                                                       |
| --- | --------------------------------------------------- | --- | ----------------------------------------------------------------- |
| 2017 | Play God Hypersonic Missiles                        | UK89 Gold · (5 Wo.)UK | Erstveröffentlichung: 31. Mai 2017                                |
| 2019 | Hypersonic Missiles                                 | UK48 ×2Doppelplatin · (11 Wo.)UK | Erstveröffentlichung: 5. März 2019                                |
| 2019 | Will We Talk? Hypersonic Missiles                   | UK43 Platin · (9 Wo.)UK | Erstveröffentlichung: 2. Juli 2019                                |
| 2019 | The Borders Hypersonic Missiles                     | UK59 Gold · (4 Wo.)UK | Erstveröffentlichung: 2. September 2019                           |
| 2021 | Seventeen Going Under                               | UK3 ×4Vierfachplatin · (97 Wo.)UK | Erstveröffentlichung: 7. Juli 2021                                |
| 2021 | Get You Down Seventeen Going Under                  | UK48 Silber · (4 Wo.)UK | Erstveröffentlichung: 8. September 2021                           |
| 2021 | Spit of You Seventeen Going Under                   | UK41 Platin · (10 Wo.)UK | Erstveröffentlichung: 27. September 2021                          |
| 2022 | Getting Started Seventeen Going Under               | UK47 Platin · (17 Wo.)UK | Erstveröffentlichung: 17. April 2022                              |
| 2022 | Alright Seventeen Going Under (Live Deluxe)         | UK61 (1 Wo.)UK | Erstveröffentlichung: 15. Juli 2022                               |
| 2022 | Wild Grey Ocean Seventeen Going Under (Live Deluxe) | UK71 (2 Wo.)UK | Erstveröffentlichung: 25. Oktober 2022                            |
| 2024 | Homesick Stick Season                               | UK5 Platin · (9 Wo.)UK | Erstveröffentlichung: 19. Januar 2024 Noah Kahan feat. Sam Fender |
| 2024 | People Watching                                     | UK4 Gold · (28 Wo.)UK | Erstveröffentlichung: 15. November 2024                           |
| 2024 | Wild Long Lie People Watching                       | UK94 (1 Wo.)UK | Erstveröffentlichung: 2. Dezember 2024                            |
| 2025 | Arm’s Length People Watching                        | UK14 Silber · (… Wo.)UK | Erstveröffentlichung: 24. Januar 2025                             |
| 2025 | Remember My Name People Watching                    | UK48 (1 Wo.)UK | Erstveröffentlichung: 14. Februar 2025                            |
| 2025 | Tyrants Me and the Dog                              | UK78 (1 Wo.)UK | Erstveröffentlichung: 25. April 2025                              |
| 2025 | Rein Me In People Watching                          | UK6 Silber · (… Wo.)UK | Erstveröffentlichung: 20. Juni 2025 feat. Olivia Dean             |
| Folgende Lieder erschienen nicht als Single, wurden aber durch das Album zum Download und Streaming bereitgestellt und konnten somit eine Platzierung erlangen: |                                                     | |                                                                   |
| |                                                     | |                                                                   |
| 2025 | Little Bit Closer People Watching                   | UK24 (4 Wo.)UK | Charteinstieg: 6. März 2025                                       |

Weitere Singles
- 2017: Greasy Spoon
- 2017: Millennial
- 2017: Start Again
- 2018: Friday Fighting
- 2018: Leave Fast
- 2018: Dead Boys (UK: Gold)
- 2018: That Sound (UK: Silber)
- 2018: Poundshop Kardashians (UK: Silber)
- 2019: The Borders
- 2019: All Is on My Side (UK: Silber)
- 2020: Winter Song

Weitere Lieder mit Auszeichnungen
- 2018: Spice (UK: Silber)
- 2019: Saturday (UK: Gold)
- 2019: Call Me Lover (UK: Silber)
- 2019: You’re Not The Only One (UK: Silber)

### Beiträge für Kompilationen
- 2021: Sad but True auf The Metallica Blacklist

## Auszeichnungen und Nominierungen
- 2017: BBC, Sound of 2018 – nominiert
- 2017: Ticketweb, Ones to Watch 2018
- 2018: Vevo, DSCVR 2019 Artists to Watch
- 2018: BRIT Awards, Critics' Choice Award – gewonnen
- 2018: Radio X (britischer Radiosender), Best Songs of 2018, That Sound
- 2018: Metro (britische Zeitung), Ones to Watch 2019
- 2018: Radio X, Great X-Pectations 2019
- 2019: MTV Push, Ones to Watch 2019
- 2019: Radio X, Best of British 2019: